# Tour d'Espagne 1963
La 18e édition du Tour d'Espagne s'est déroulée entre le 1er et le 15 mai 1963 entre Gijón et Madrid. Il se composait de 15 étapes pour un total de 2 442 km. Il a été remporté par le Français Jacques Anquetil. Ce dernier a en outre porté le maillot de leader du premier au dernier jour de course comme lors du Tour de France 1961.

## Résumé de la course
Après son abandon en 1962, Jacques Anquetil revient sur la Vuelta, sans l'Allemand Rudi Altig pour le barrer, sur un parcours globalement peu difficile, conçu pour les coureurs de classiques comme Rik Van Looy, qui renoncera finalement à participer. Sans véritable concurrence, Anquetil prend le maillot de leader dès la première journée à Gijón  pour ne plus le lâcher, même si, victime d’une intoxication alimentaire durant l’épreuve, il cède le deuxième contre-la-montre au 3e du général, Miguel Pacheco. Au bout des deux semaines de course seulement, Jacques Anquetil rentre définitivement dans la légende : il est le premier coureur de l'histoire à remporter les trois grands tours. C'est aussi sa dernière participation au Tour d'Espagne.

## Équipes engagées
- Saint Raphael
- San Pellegrino
- KAS
- GBC-Libertas
- Ruberg
- Ferrys
- Portugal
- Pinturas Ega
- Faema

## Classement général
| \| 1. \| Jacques Anquetil \| France \| Saint Raphael \| en \| 64 h 46 min 20 s \| \| \| 2. \| José Martín Colmenarejo \| Espagne \| Faema \| + \| 3 min 06 s \| \| \| 3. \| Miguel Pacheco \| Espagne \| KAS \| + \| 3 min 32 s \| \| \| 4. \| Bas Maliepaard \| Pays-Bas \| Saint Raphael \| + \| 5 min 06 s \| \| \| 5. \| Francisco Gabica \| Espagne \| KAS \| + \| 7 min 57 s \| \| \| 6. \| Antonio Suárez \| Espagne \| Faema \| + \| 8 min 13 s \| \| \| 7. \| Eusebio Vélez \| Espagne \| KAS \| + \| 8 min 34 s \| \| \| 8. \| Antonio Gómez del Moral \| Espagne \| Faema \| + \| 9 min 10 s \| \| \| 9. \| Jean Stablinski \| France \| Saint Raphael \| + \| 9 min 31 s \| \| \| 10. \| Guillaume Van Tongerloo \| Belgique \| GBC - Libertas \| + \| 10 min 48 s \| \| |                         |          |                |    |                  |  |
| 1. | Jacques Anquetil        | France   | Saint Raphael  | en | 64 h 46 min 20 s |  |
| 2. | José Martín Colmenarejo | Espagne  | Faema          | +  | 3 min 06 s       |  |
| 3. | Miguel Pacheco          | Espagne  | KAS            | +  | 3 min 32 s       |  |
| 4. | Bas Maliepaard          | Pays-Bas | Saint Raphael  | +  | 5 min 06 s       |  |
| 5. | Francisco Gabica        | Espagne  | KAS            | +  | 7 min 57 s       |  |
| 6. | Antonio Suárez          | Espagne  | Faema          | +  | 8 min 13 s       |  |
| 7. | Eusebio Vélez           | Espagne  | KAS            | +  | 8 min 34 s       |  |
| 8. | Antonio Gómez del Moral | Espagne  | Faema          | +  | 9 min 10 s       |  |
| 9. | Jean Stablinski         | France   | Saint Raphael  | +  | 9 min 31 s       |  |
| 10. | Guillaume Van Tongerloo | Belgique | GBC - Libertas | +  | 10 min 48 s      |  |

## Étapes
| N°   | Date    | Villes étapes         | km       | Vainqueur d'étape  | Leader du général |
| 1rea | 1er mai | Gijón - Mieres        | 45       | Antonio Barrutia   | Antonio Barrutia  |
| 1reb | 1er mai | Mieres - Gijón        | 52 (CLM) | Jacques Anquetil   | Jacques Anquetil  |
| 2e   | 2 mai   | Gijón - Torrelavega   | 175      | José Segú          | Jacques Anquetil  |
| 3e   | 3 mai   | Torrelavega - Vitoria | 249      | Antonio Barrutia   | Jacques Anquetil  |
| 4e   | 4 mai   | Vitoria - Bilbao      | 104      | Jan Lauwers        | Jacques Anquetil  |
| 5e   | 5 mai   | Bilbao                | 191      | Bas Maliepaard     | Jacques Anquetil  |
| 6e   | 6 mai   | Bilbao - Éibar        | 165      | Guy Ignolin        | Jacques Anquetil  |
| 7e   | 7 mai   | Éibar - Tolosa        | 138      | Valentín Uriona    | Jacques Anquetil  |
| 8e   | 8 mai   | Tolosa - Pampelune    | 169      | José Pérez Francés | Jacques Anquetil  |
| 9e   | 9 mai   | Pampelune - Saragosse | 180      | Roger Baens        | Jacques Anquetil  |
| 10e  | 10 mai  | Saragosse - Lérida    | 144      | Jean Stablinski    | Jacques Anquetil  |
| 11e  | 11 mai  | Lérida - Barcelone    | 182      | Jan Lauwers        | Jacques Anquetil  |
| 12ea | 12 mai  | Barcelone             | 80       | Frans Aerenhouts   | Jacques Anquetil  |
| 12eb | 12 mai  | Sitges - Tarragone    | 52 (CLM) | Miguel Pacheco     | Jacques Anquetil  |
| 13e  | 13 mai  | Tarragone - Valence   | 252      | Seamus Elliott     | Jacques Anquetil  |
| 14e  | 14 mai  | Cuenca - Madrid       | 177      | Roger Baens        | Jacques Anquetil  |
| 15e  | 15 mai  | Madrid                | 87       | Guy Ignolin        | Jacques Anquetil  |

## Classements annexes
| \| 1. \| Bas Maliepaard \| Pays-Bas \| Saint Raphael \| 130 points \| \| 2. \| Edgard Sorgeloos \| Belgique \| GBC - Libertas \| 105 points \| \| 3. \| Frans Aerenhouts \| Belgique \| GBC - Libertas \| 102 points \| |                  |          |                |            |
| 1. | Bas Maliepaard   | Pays-Bas | Saint Raphael  | 130 points |
| 2. | Edgard Sorgeloos | Belgique | GBC - Libertas | 105 points |
| 3. | Frans Aerenhouts | Belgique | GBC - Libertas | 102 points |

| \| 1. \| Julio Jiménez \| Espagne \| Faema \| 61 points \| \| 2. \| Antonio Karmany \| Espagne \| Ferrys \| 56 points \| \| 3. \| Guy Ignolin \| France \| Saint Raphael \| 53 points \| |                 |         |               |           |
| 1. | Julio Jiménez   | Espagne | Faema         | 61 points |
| 2. | Antonio Karmany | Espagne | Ferrys        | 56 points |
| 3. | Guy Ignolin     | France  | Saint Raphael | 53 points |

| \| 1. \| José Segú \| Espagne \| Faema \| 19 points \| |           |         |       |           |
| 1.                                                     | José Segú | Espagne | Faema | 19 points |

| \| 1. \| Saint Raphael \| France \| 194 h 21 min 13 s \| |               |        |                   |
| 1.                                                       | Saint Raphael | France | 194 h 21 min 13 s |

## Liste des coureurs
| Saint Raphaël | San Pellegrino | Kas |
| - 1 Jean Stablinski - 2 Jacques Anquetil - 3 Seamus Elliott - 4 Guy Ignolin - 5 Bas Maliepaard - 6 Anatole Novak - 7 Gérard Thielin - 8 François Le Her - 9 Jacques Simon - 10 Abel Le Dudal                                | - 11 Vicenzo Mecco - 12 Aldo Moser - 13 Giorgio Zancanaro - 14 Ernesto Bono - 15 Alberto Marzaioli - 16 Guido Giusti - 17 Nuncio Pelliciari - 18 Celso Gambi - 19 Giovanni Castelletti - 20 Lorenzo Carminati  | - 21 Francisco Gabica - 22 Eusebio Velez - 23 Antonio Barrutia - 24 Miguel Pacheco - 25 José Antonio Momeñe - 26 Carlos Echeverría - 27 Sebastian Elorza - 28 Valentin Uriona - 29 Manuel Martin Pinera - 30 José Urrestarazu   |
| GBC libertas | Ruberg | Ferrys |
| - 31 Edgard Sorgeloos - 32 Willy Schroeders - 33 Martin Van Geneugden - 34 Roger Baens - 35 Frans Aerenhouts - 36 Guillaume Van Tongerloo - 37 Frans Van Immerseel - 38 Willy Derboven - 39 Jan Lauwers - 40 Adolf De Waele | - 41 Dieter Puschel - 42 Willy Schuller - 43 Jesús Galdeano - 44 Heinz Theysen - 45 Rolf Roggendorf - 46 Roger Thull - 47 Albert Van D'Huynslager - 48 Bruno Martinato - 49 Léopold Rosseel - 50 Jupp Borghard | - 51 José Perez Frances - 52 Fernando Manzaneque - 53 Antonio Karmany - 54 Gabriel Mas - 55 Rogelio Hernández - 56 Esteban Martin - 57 José Suria - 58 Raul Rey - 59 Antonio Bertran - 60 Julio San Emeterio                    |
| Portugal | Pinturas Ega | Faema |
| - 61 Mario Da Silva - 62 Joao Roque - 63 Agostino Correia - 64 Peixoto Alves - 65 Idalecio De Jésus - 66 José Corvo - 67 José Pinto - 68 Alcino Rodrigo - 69 Laurentino Mendes - 70 Francisco Marinho                       | - 71 Jaime Alomar - 72 José Bernárdez - 73 Jorge Nicolau - 74 Antonio Carreras - 75 Salvador Honrubia - 76 Antonio Blanco - 77 José Martinez - 78 Julio Sanz - 79 Marcel Queheille - 80 René Abadie            | - 81 José Martín Colmenarejo - 82 Antonio Suarez - 83 Antonio Gomez Del Moral - 84 Julio Jimenez - 85 José Quesada - 86 José Segú - 87 Juan Sanchez Camero - 88 Francisco José Suñé - 89 José Gomez Del Moral - 90 Luis Mayoral |